# Намі
Намі (яп. ナミ) — вигаданий персонаж манґи «One Piece», створеної Еїтіро Ода. Одна з Піратів Солом'яного капелюха і є третьою, хто вступив до цієї команди. У команді вона обіймає посаду навігатора. Спочатку вона була злодійкою, яка грабувала піратів, щоб викупити своє рідне село у пірата-риболюдини Арлонга, який багато років тероризував його мешканців, і вона спочатку вступає в команду Солом'яного капелюха, щоб її обікрасти, а потім залишає їх. Зрештою, коли Луффі і його команда перемагають Арлонга і його зграю і тоді відкриваються справжні наміри Намі, вона вступає в команду знову, цього разу остаточно. Її мрія — намалювати карту всієї планети. Намі дуже розумна, вона найбільше любить гроші і мандарини. Добре розуміється на метеорології, що дає їй змогу прогнозувати погоду в будь-якій ситуації. У бою використовує ланцюг, який може трансформуватися в палицю, а згодом використовує погодну палицю — палицю з механізмами, що дають змогу керувати погодою.

## Сюжет

### Опис персонажа
Намі — дівчина середнього зросту з рудим волоссям і світло-карими очима. У неї струнка фігура і вельми великі груди. На лівому плечі у неї є синє татуювання, що являє собою стилізований малюнок вертушки і мандарина. Раніше на місці цього татуювання було інше, з Веселим Роджером піратів Арлонга. У СБС 6 тому Ейітіро Ода повідомив, що параметри фігури Намі на початку манги становлять 86-57-86, на момент арки «Трилер Барк» 95-55-85, а після дворічного тренування — 98-58-88.
Намі є одним із найрозумніших членів Піратів Солом'яного капелюха і, за словами Оди, третьою за інтелектом серед персонажів, представлених у сазі «Іст-Блю», (першим є Бенн Бекмен, член Піратів Рудого, а другим — Капітан Куро). Найбільше Намі любить гроші та мандарини. Намі дуже хитра, вивертка і піде на все, щоб отримати кругленьку суму грошей. Її любов до грошей є наслідком того, що в дитинстві її прийомна сім'я жила дуже бідно. Часто залишає членів своєї команди в грошових боргах, але, незважаючи на це, цінує своїх соратників вище за будь-які гроші. Вона досить сувора і владна і часто командує іншими членами команди, навіть Луффі, незважаючи на те, що він є капітаном. Намі боягузлива і часто може втекти від небезпеки, кинувши своїх соратників, але іноді їй вдається подолати своє боягузтво, щоб врятувати друзів. Проте, незважаючи на свою запальність, Намі в глибині душі дуже сентиментальна і чуттєва, і здатна співпереживати тим, хто пережив сумні події. Часто носить відкритий одяг і навіть дозволяє фотографувати її в купальнику. Використовує свою сексуальну привабливість заради власної вигоди: може дозволити чоловікам побачити її повністю оголеною, зажадавши за це 100 000 беллі, навіть якщо це відбувається випадково.

### Сила і здібності
Намі — неймовірно здібний штурман і метеоролог, і вона здатна визначати майбутню погоду за такими ознаками, за якими ніхто не може. Саме ця її властивість допомагає команді в навігації течією Гранд-Лайн, яка вирізняється непередбачуваним кліматом. Вона — відмінний злодій, маніпулятор і кишеньковий злодій, саме завдяки цим навичкам вона пограбувала не одну піратську зграю за багато років. Намі досить спритна і сильна, але до таких бійців, як Луффі, Зоро або Санджі, їй дуже далеко, оскільки вона не дуже хороша як боєць. У бою використовує посох, що складається з трьох сегментів з'єднаних ланцюгом. Цей посох може використовуватися і як ланцюг. Перед подіями в Алабасті Усопп винаходить для неї погодний посох, за допомогою якого можна керувати погодою, зволожуючи повітря, підвищуючи і знижуючи його температуру. Завдяки погодному посоху вона може викликати торнадо, бурі та блискавки. Також може створити міражі, щоб заплутати противника. Згодом погодний посох отримує від Усоппа модифікацію, засновану на черепашках з небесного острова Скайпія.

### Поява персонажа
Вперше вона з'явилася у 8 розділі манґи, який так і називався — «Намі» (яп. ナミ登場). Розділ було надруковано у японському журналі «Weekly Shonen Jump» 22 вересня 1997 року.
У аніме вона з'являється ще у першій серії, але не знайомиться з Луффі, і до третьої серії їхні сюжетні лінії йдуть паралельно.

## Сприйняття

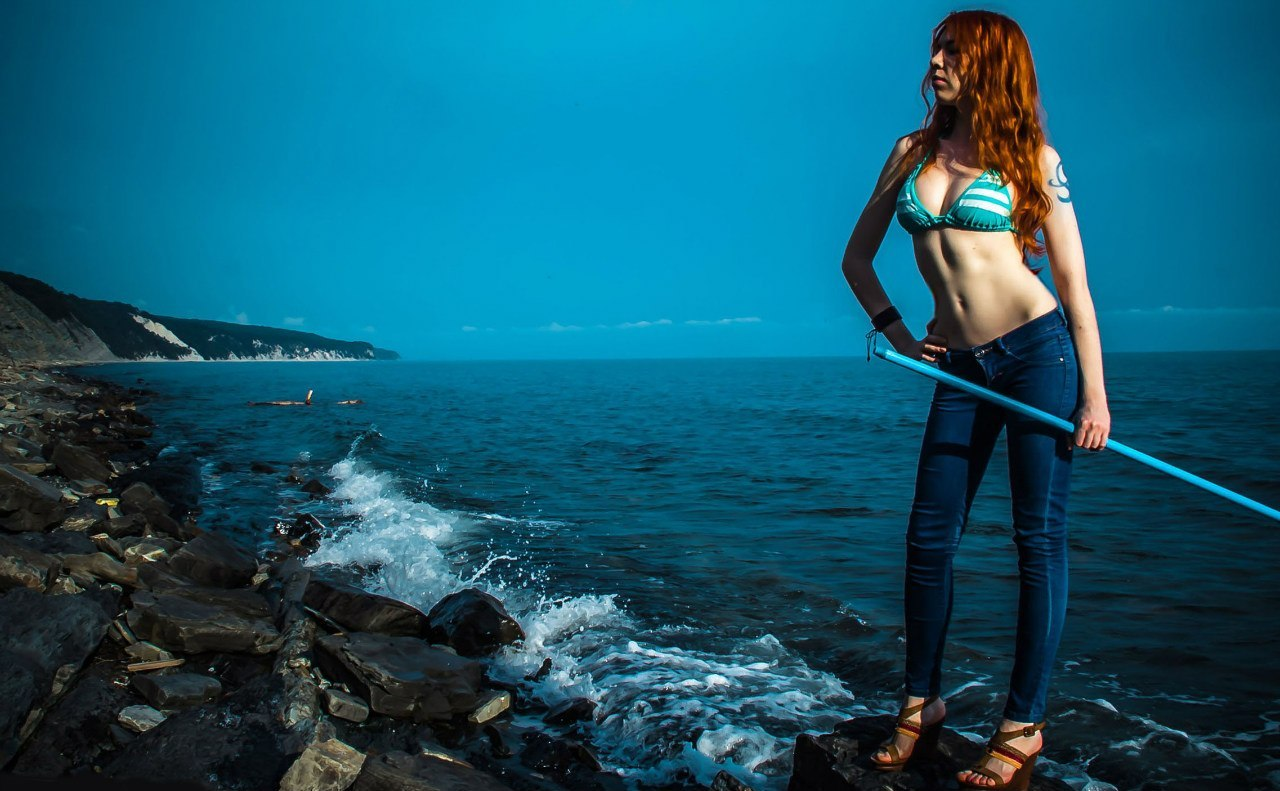
Намі є популярним персонажем для косплею. У цьому випадку показано косплей Намі в другій частині серіалу

За даними журналу Weekly Shonen Jump, Намі посідає 10 місце в списку улюблених персонажів. Джеррет Пайн, представник Mania Entertainment, відзначив зворушливу та емоційну передісторію персонажа, і що це його улюблений персонаж, також зазначивши, що манга дуже добре розповідає про її минуле. Під час огляду 11 DVD від Viz Media представник Activeanime зазначив, що Намі стала його улюбленим персонажем і його також зворушила передісторія персонажа. Під час опитування, проведеного студією в Японії 2002 року, Намі посіла 28 місце в списку найулюбленіших жіночих персонажів. У 2008 році Намі була номінована на приз у категорії «Найкращий жіночий персонаж». У 5-му рейтингу популярності персонажів One PIece, результати якого були опубліковані в грудні 2014 року, Намі посіла 8 місце, обійшовши водночас інших жіночих персонажів, що робить її найпопулярнішою героїнею манги. Японська енциклопедія аніме-персонажів Charapedia, з 28 серпня 2015 року до 2 вересня 2015 року, опитавши 10,000 осіб, склала рейтинг найчарівніших аніме-героїнь з великими грудьми, в якому Намі посіла 1 місце.

## Виноски
1. ↑  Nami. One Piece characters (англ.) . www.onepiece.viz.com. Архів оригіналу за 24 липня 2013. Процитовано 27 вересня 2012.
2. ↑  単行本4巻SBS (яп.)
3. ↑  単行本15巻SBS (яп.)
4. ↑  単行本10巻SBS (яп.)
5. ↑  『ONE PIECE BLUE DEEP』 (яп.)
6. ↑  Ейтіро Ода. ナミ登場 // Weekly Shonen Jump. — Shueisha, . — Т. 29, вип. 41. (яп.)
7. ↑  Volume 7, page 148 (in the Japanese version).
8. ↑  Volume 24, pages 206—209 (in the Japanese version).
9. ↑  Volume 43, pages 214—219 (in the Japanese version).
10. ↑  Pine, Jarred (21 січня 2006). One Piece Vol. #09. Mania Entertainment. Архів оригіналу за 20 липня 2009. Процитовано 5 липня 2007.
11. ↑  One Piece (Vol. 8): Belle of the Brawl. Active Anime. 25 квітня 2007. Архів оригіналу за 7 жовтня 2008. Процитовано 4 липня 2006.
12. ↑  Newtype USA, Vol 2 — Issue 4. April 2003.
13. ↑  Society for the Promotion of Japanese Animation Announces SPJA Industry Award Finalists at Tokyo International Anime Fair. Anime News Network. 27 березня 2008. Архів оригіналу за 3 вересня 2009. Процитовано 4 липня 2009.
14. ↑  One Piece Wikia. Архів оригіналу за 30 грудня 2014. Процитовано 30 грудня 2014.
15. ↑  Japanese Fans Choose Most Charming Busty Characters in Anime & Manga. Архів оригіналу за 28 вересня 2015. Процитовано 28 вересня 2015.
16. ↑  ナミ. One Piece characters (яп.) . www.toei-anim.co.jp. Архів оригіналу за 24 липня 2013. Процитовано 27 вересня 2012.